# Festo
A Festo AG & Co. KG németországi ipari automatizálási vállalat, amelynek székhelye Esslingen am Neckarben, leányvállalata a Festo Didactic Denkendorfban (Baden-Württemberg) van. Mechatronikai termékeket gyárt, a kibernetikában pedig a kutatás-fejlesztés területén tevékenykedik.

## Ábrák

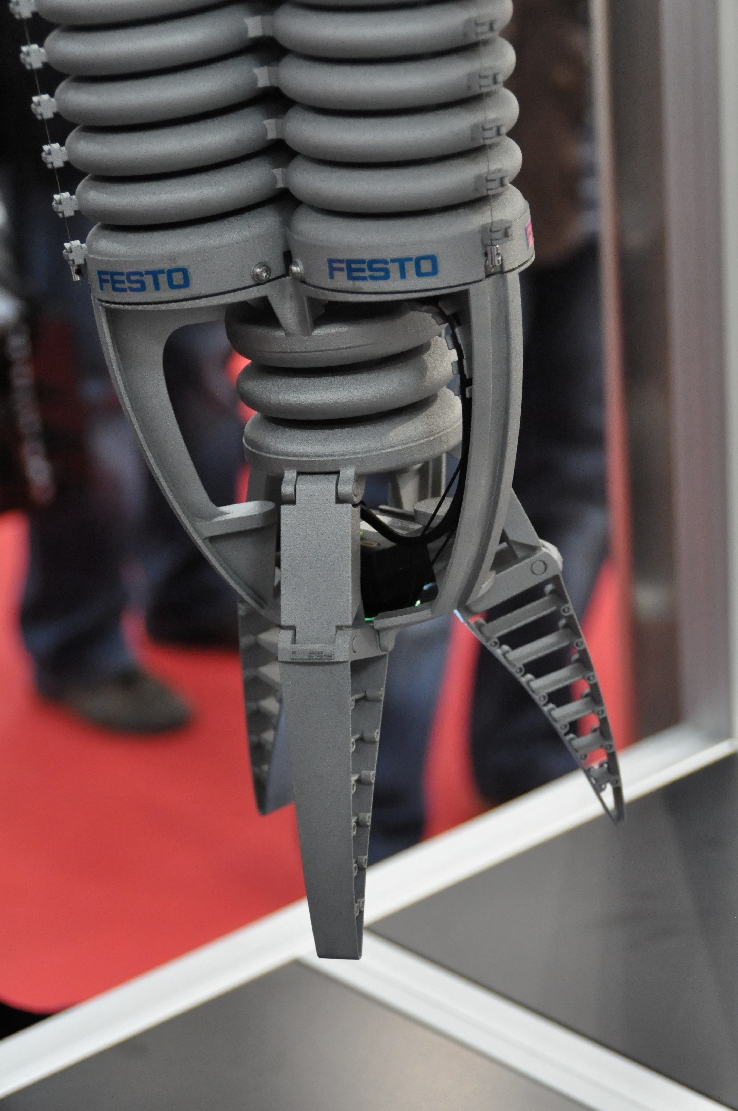
Robotmanipulátor

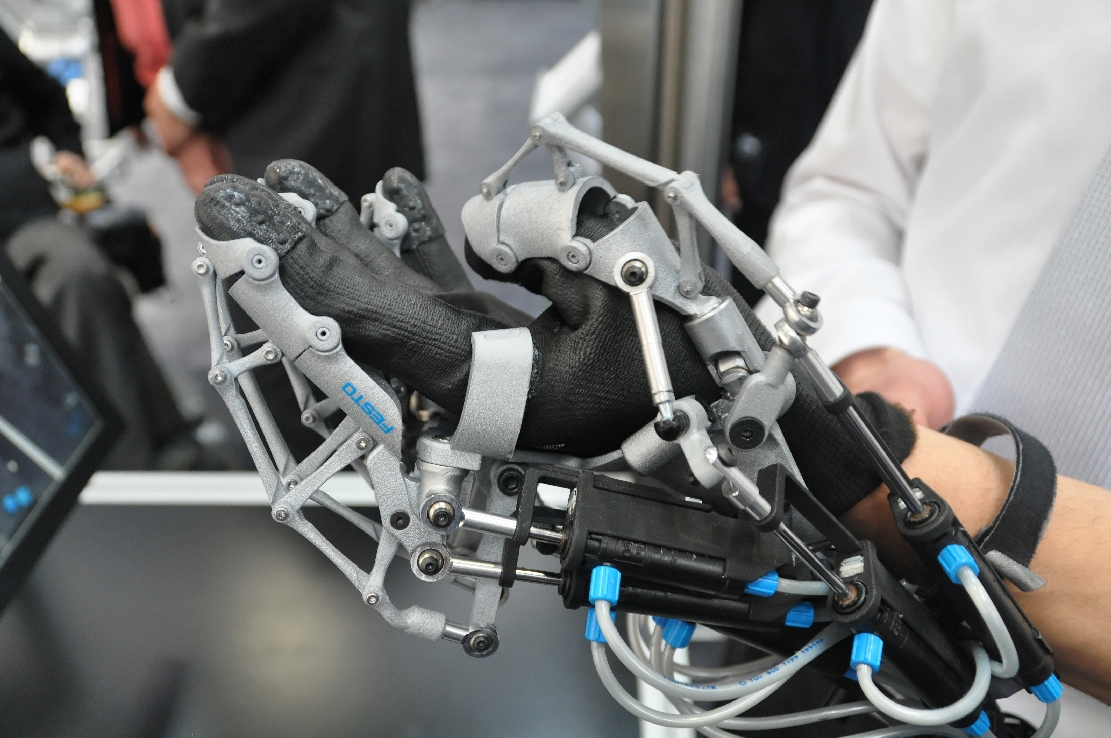
Szervovezérelt robotkéz

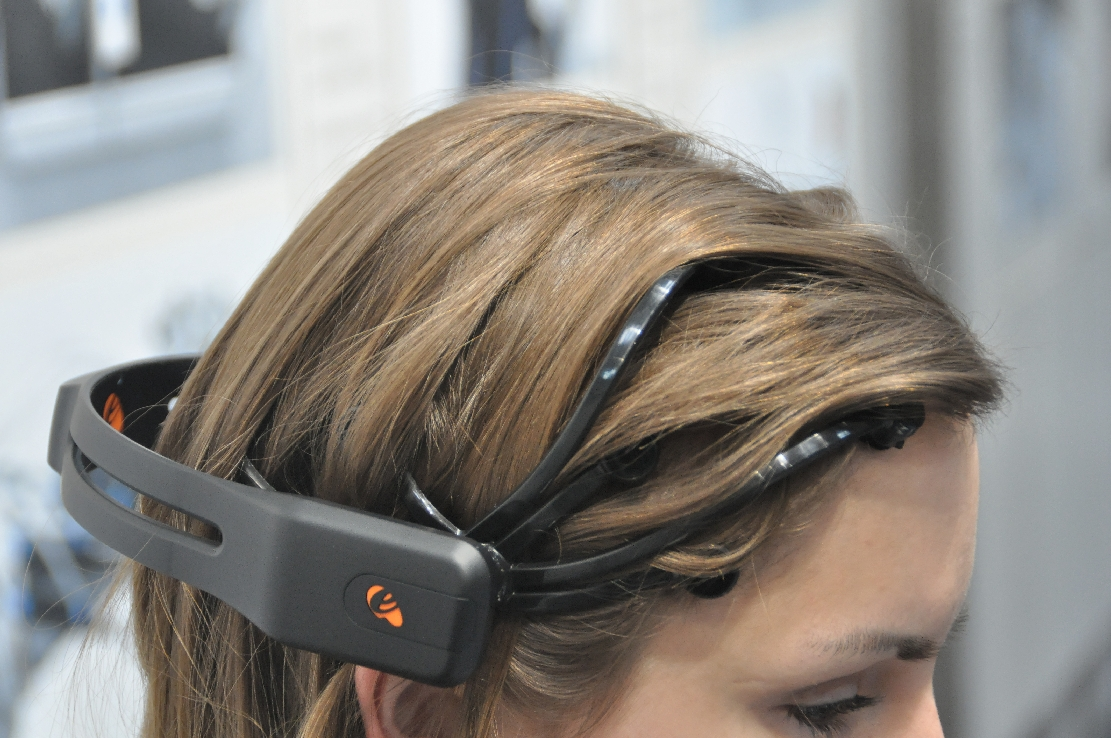
Agyhullámok érzékelése eszközvezérléshez

A csoportnak világszerte több mint 20 000 munkatársa van, 3,1 milliárd eurós évi forgalommal (2018). Az Esslingen am Neckar-i helyszín mellett Rohrbachban, Wiebelskirchenben és másutt is vannak üzemei Németországban. Világszerte 61 országban van jelen, 250 irodával. Forgalma több mint 7%-át fordítja kutatásra és fejlesztésre, valamint az energiahatékonyságra és az ipari digitalizáció 4.0-ra.

## A cégcsoport
- Festo AG & Co. KG
- Festo Vertrieb GmbH & Co. KG
- Festo Didactic SE
- Festo Lernzentrum Saar GmbH
- Festo Microtechnology AG (Svájc)
- Festo Polymer GmbH
- Festo Chemical Valve Technology GmbH
- Eichenberger Gewinde AG + Eichenberger Motion AG
- Resolto Informatik GmbH[3]

## Története
A céget 1925-ben Esslingenben Gottlieb Stoll alapította. A cég neve Albert Fezer és Gottlieb Stoll tulajdonosok nevéből származik; Fezer 1929-ben elhagyta a céget. A Festo eredetileg famegmunkáló gépeket gyártott; 2000 óta a speciális részleget a Festool márkanév alá helyezték, a TTS Tooltechnic Systemsben .

### Festo ipari automatizálás
Az 1950-es években a társaság diverzifikálta tevékenységét. Miután Kurt Stoll – Gottlieb idősebb fia – megértette a pneumatika fontosságát az iparban, a cég 1956-tól speciális pneumatikus berendezéseket az ipari automatizáláshoz kezdett gyártani.
2015 decemberében a Festo felvásárolta a Schweizer Eichenberger Gruppét (Eichenberger Gewinde AG és Eichenberger Motion AG), amely az elektromechanikus hajtások területén bír szakértelemmel. 2018 áprilisában pedig a Resolto Informatik GmbH-t, a mesterséges intelligencia területén.

### Festo Didactic
A Festo 1965-ben az oktatási szektorban a Lehrmittel und Seminare céggel debütált. 1976-ban a divízió felvette a Festo Didactic nevet együttműködve szövetségi oktatási intézményekkel (Bundesinstitut für Berufsbildung Berlin – Bibb). Didaktikai egységeket hoztak létre a BiBB-bel a német szakiskolák számára. 1998-ban megalapították a Total Productive Maintenance és a Lean Management didaktikai egységeket.

### Kutatás
A Festo létrehozta a Bionic Learning Networköt, például a Festo SmartBird robotmadárral, a Festo BionicOpter a szitakötővel, valamint a héliumtámogatott medúza Air Jelly működtethető perisztaltikus szivattyúkkal. 2010-ben az Air Jelly megnyerte a Designpreis der Bundesrepublik Deutschlandot. További kibernetikai projektjeik: az AirPenguin, Aquapenguin, AquaJelly, AirRay, AquaRay és a Airacuda .
A Future Concepts részeként a vállalat 2013 óta támogatja az automatizálás szupravezetésben rejlő lehetőségeit.

### A Festo az oktatásban
A Festo Didactic az oktatás támogatása mellett 1989-ben a Paksi Energetikai Szakközépiskolában megalapította a nemzetközi középiskolai kosárlabda Festo Kupát.
A Festo Bildungsfonds alap megjutalmazza a STEM-ben kimagaslóan teljesítő növendékeket.

## Bibliográfia
- Martin-W. Buchenau: Neuer Festo-Chef Alfred Goll - Automatisierer mit Gefühl (német nyelven). Handelsblatt GmbH, 2017. április 22.

## Filmográfia
- FESTO
- Die Automatisieret von Festo in Esslingen – Made in Südwest. YouTube

## Egyéb projektek
- Wikimedia Commons contiene immagini o altri file su Festo (azienda)

## Fordítás
Ez a szócikk részben vagy egészben  a   Festo (azienda) című olasz Wikipédia-szócikk ezen változatának fordításán alapul.  Az eredeti cikk szerkesztőit annak laptörténete sorolja fel. Ez a jelzés csupán a megfogalmazás eredetét és a szerzői jogokat jelzi, nem szolgál a cikkben szereplő információk forrásmegjelöléseként.